# UFC 277
UFC 277: Peña vs. Nunes 2 es un evento de artes marciales mixtas producido por Ultimate Fighting Championship que tuvo lugar el 30 de julio de 2022 en el American Airlines Center en Dallas, Texas, Estados Unidos.

## Antecedentes
La revancha por el Campeonato Femenino de Peso Gallo de la UFC entre la actual campeona (también ganadora de The Ultimate Fighter: Team Rousey vs. Team Tate de peso gallo) Julianna Peña y la ex campeona (también actual Campeona Femenina de Peso Pluma de la UFC) Amanda Nunes encabezó el evento. La pareja se enfrentó previamente en UFC 269 en diciembre pasado, donde Peña ganó el título por sumisión en el segundo asalto en una gran sorpresa. También son las entrenadoras principales de la 30ª temporada de The Ultimate Fighter.
En el evento tenga lugar un combate por el Campeonato Interino de Peso Mosca de la UFC entre el ex campeón Brandon Moreno y Kai Kara-France. La pareja se enfrentó previamente en UFC 245 en diciembre de 2019, con Moreno ganando por decisión unánime. Alexandre Pantoja servirá de refuerzo y posible sustituto para este combate.
Se esperaba que Sean Strickland se enfrentara al ex Campeón de Peso Medio y Peso Ligero de Glory Alex Pereira en un combate de peso medio en este evento. Sin embargo, la promoción decidió trasladar el emparejamiento a UFC 276.
Se esperaba un combate de peso medio entre el ex Campeón de Peso Medio de la UFC Luke Rockhold y el ex aspirante al título Paulo Costa en el evento. Sin embargo, el combate fue pospuesto a UFC 278 por razones desconocidas.
Se espera que en el evento se celebre un combate de peso wélter entre Orion Cosce y Mike Mathetha. El dúo estaba programado previamente para enfrentarse en UFC 271 y UFC 275, pero el combate fue cancelado debido a que Mathetha se lesionó y Cosce se retiró debido a razones no reveladas, respectivamente.
Se esperaba que Ji Yeon Kim y Mariya Agapova se enfrentaran en un combate de peso mosca femenino en el evento. Sin embargo, Agapova se vio obligada a abandonar el combate por una lesión de rodilla y fue sustituida por Joselyne Edwards.
Carlos Diego Ferreira estaba programado para enfrentarse a Drakkar Klose en un combate de peso ligero. Sin embargo, Ferreira se vio obligado a abandonar el evento a mediados de julio debido a una lesión. Fue sustituido por Rafa García.
Un combate de peso ligero entre Ignacio Bahamondes y Ľudovít Klein estaba originalmente programado para la cartelera preliminar. Sin embargo, Bahamondes se retiró el 15 de julio y Klein fue reubicado contra Mason Jones una semana antes en UFC Fight Night: Blaydes vs. Aspinall.
Se esperaba que Justin Tafa y Don'Tale Mayes se enfrentaran en un combate de peso pesado en la cartelera preliminar. Tafa se retiró por razones no reveladas y fue sustituido por el recién llegado a la promoción Hamdy Abdelwahab el 18 de julio.
Ramiz Brahimaj estaba programado para enfrentarse a Michael Morales en un combate de peso wélter. Sin embargo, Brahimaj se vio obligado a abandonar el evento a mediados de julio debido a una lesión no revelada. Fue sustituido por Adam Fugitt.
En el pesaje, dos luchadores no alcanzaron el peso para sus respectivos combates. Joselyne Edwards pesó 137.5 libras, una libra y media por encima del límite de peso gallo. Orion Cosce pesó 172.5 libras, una libra y media por encima del límite del peso wélter. Ambos combates se celebraron en el peso de captura, y Edwards y Cosce fueron multados con el 20% de sus bolsas, que fueron a parar a sus oponentes Ji Yeon Kim y Mike Mathetha, respectivamente.

## Resultados
1. ↑  Por el Campeonato Femenino de Peso Gallo de la UFC.
2. ↑  Por el Campeonato Interino de Peso Mosca de la UFC.

## Premios de bonificación
Los siguientes luchadores recibieron bonificaciones de $50000 dólares.
- Pelea de la Noche: Brandon Moreno vs. Kai Kara-France
- Actuación de la Noche:  Alexandre Pantoja y Drew Dober